# AEG B.I
L'AEG B.I est un biplace de reconnaissance, biplan à ailes inégales sur lequel on trouve déjà les principes de construction qui devaient caractériser toutes les productions AEG : une structure principale en tubes d’acier soudés, longerons de voilure compris, des cadres et des nervures en bois donnant le profil, et un habillage entoilé. Portant la désignation usine Z.6, le B.I apparu en 1914 et équipait en petite série les Fliegertruppen au début de la guerre, équipé soit avec un moteur Mercedes D.I de 100 ch, soit avec un Benz Bz I de même puissance. Comme tous les avions utilisés par les militaires au début de la guerre, le B.I n'était pas armé.